# Emiliano Zapata, Yautepec
Emiliano Zapata är en ort i Mexiko.   Den ligger i kommunen Yautepec och delstaten Morelos, i den sydöstra delen av landet, 60 km söder om huvudstaden Mexico City. Emiliano Zapata ligger 1 518 meter över havet och antalet invånare är 1 120.
Terrängen runt Emiliano Zapata är kuperad norrut, men söderut är den platt. Runt Emiliano Zapata är det mycket tätbefolkat, med 1 056 invånare per kvadratkilometer. Närmaste större samhälle är Cuautla Morelos, 13,5 km söder om Emiliano Zapata. Omgivningarna runt Emiliano Zapata är en mosaik av jordbruksmark och naturlig växtlighet.